# 도시로 간 처녀
"도시로 간 처녀"는 1981년에 개봉한 대한민국의 영화이다.

## 캐스팅
- 유지인 : 문희 역
- 이영옥 : 옥경 역
- 금보라 : 승희 역
- 김만
- 한소룡
- 트위스트 김
- 홍성민
- 홍승일
- 이기영
- 김정란
- 강희
- 박예숙
- 문미봉
- 방희정
- 이희성
- 정혜정
- 박승구
- 백동화
- 천지월
- 이정희
- 홍춘길
- 서종영
- 최삼
- 이룡
- 김기범
- 이동출
- 이정애
- 최석
- 나정옥
- 김예성
- 정미자
- 문신억
- 유명순
- 유길
- 김혜성
- 고애니
- 김금선